# مردین، استرالیای غربی
مردین (به انگلیسی: Merredin) یک شهرک در استرالیا است که در استرالیای غربی واقع شده‌است.